# آلفرد کال
آلفرد دِتلِف فریتز کال (۱۸ فوریه ۱۸۷۷ - نوامبر ۱۹۴۶) یک معلم مدرسه‌ی آلمانی بود که در میان‌سالی به میکروسکوپی روی آورد و به مرجعی پیشرو در زمینه‌ی پروتوزوآی مژک‌دار تبدیل شد. در اوج فعالیت علمی‌اش که ۹ سال به طول انجامید، او ۱۸۰۰ صفحه مقاله پژوهشی منتشر کرد. در این میان او ۱۷ خانواده جدید مژک‌داران، ۵۷ جنس و حدود ۷۰۰ گونه جدید را توصیف کرد. طی فعالیت کوتاهش به عنوان یک پروتوزوآ شناس، او تقریباً تمامی گونه‌های مژک‌دار شناخته‌شده در زمان خودش را بازتعریف و مشخص کرد و یک طبقه‌بندی تاکسونومیکی از آن‌ها ارائه داد که همچنان از اعتبار برخوردار است.